# 马来西亚龙筹股
马来西亚龙筹股，或称龙筹股，是指在马来西亚上市的中国背景公司。根据《南洋商报》2016年的报道，大马交易所一共有10支龙筹股上市，分别为星泉鞋材、华运控股、喜得狼、Kstar运动、中国欧华、恒宝国际、麦斯威国际、中国文具、中国汽车零件和康尔国际。由于龙筹股主要在中国大陆运营，市场无法核实其基本面状况，业务存在疑点且大多数长期亏损，绝大多数股价低迷低于发行价格，唯一股市表现良好的是康尔国际。由于中国大陸股市逐渐发展，来马来西亚股市上市的中国公司逐渐减少，转而在本国上市。